# 黎明·我的感覺演唱會
黎明·我的感覺演唱會是香港歌手黎明的個人演唱會，由香港商業電台主辦及製作，演唱會於1991年12月18日在香港文化中心舉行，只演1場。

## 背景

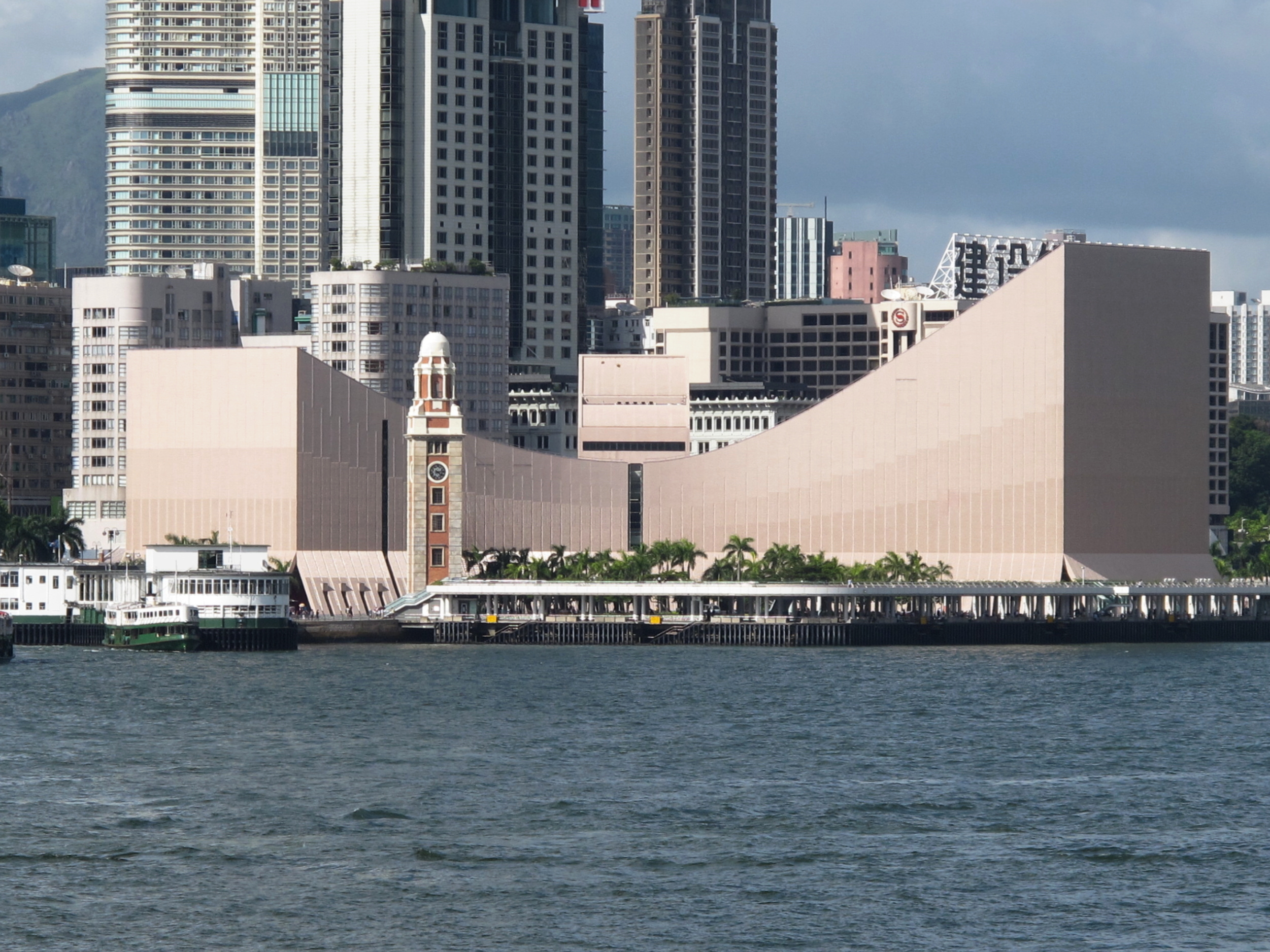
香港文化中心是香港主要的藝術表演場地之一

黎明與香港商業電台在演唱會方面的合作源於1991年6月21日，叱咤903頻道（商業二台）為黎明舉辦他的首次個人演唱會，一天舉行2場，由於觀眾反應熱烈，黎明當時已口頭答應商業二台在同年冬季再次合作舉辦演唱會。1991年12月11日，商業二台舉行記者招待會，宣佈於12月18日晚上8時舉行《黎明·我的感覺演唱會》。

## 製作
此演唱會原本計劃在可容納更多觀眾的伊利沙伯體育館舉行，但由於沒有檔期而改為在香港文化中心音樂廳舉行，該場地可容納二千多名觀眾，門票由主辦單位免費派發，觀眾於12月12日下午5時後，每捐贈1份聖誕禮物到商業電台，即可換領門票1張，每人最多可換領2張門票，而所有收集到禮物將轉送給多個兒童中心。此演唱會沒有邀請表演嘉賓，只由黎明一人演唱，他以〈夜夜夢中見〉作為完場歌曲，主辦單位在演唱會舉行期間加派護衛員看守，防止觀眾走到舞台前。

## 反響
演唱會舉行當日，會場二千多個座位全部滿座，當中以年輕女性佔多數，傳媒指觀眾對黎明的擁護達到瘋狂程度，整場演唱會曾經數度出現混亂場面，現場觀眾不斷走到舞台前與黎明握手，導致2名觀眾的手部被踩傷，也有兒童哭喊，護衛員要上台保護黎明以策安全。黎明向觀眾表示每個人都有任性的時候，他認為大家要團結，凡事應該講道理，保持心平氣和，見到觀眾受傷會使到他的心更痛，並呼籲觀眾如果在會場內被踩到腳，應立即揚聲，他寧願不唱暫停演唱會，觀眾在黎明說完這番話之後，以歡呼聲和掌聲回應，演唱會結束後，黎明從秘密通道離開，部份觀眾仍在停車場外守候。黎明在這次演唱會收到觀眾送給他的禮物共有七大袋，當中以毛絨玩具或擺設品為主，他從中揀選了一些較有紀念性的留為紀念，其餘禮物於同年的聖誕節分別送給4間兒童院。黎明認為院內的兒童需要一個溫馨的聖誕節，他表示那些禮物是觀眾送給他，由於數量太多，因此代表觀眾將禮物轉贈給兒童，間接為觀眾做善事。